# Vesubia
Vesubia is een geslacht van spinnen uit de familie wolfspinnen (Lycosidae).

## Soorten
De volgende soorten zijn bij het geslacht ingedeeld:
- Vesubia caduca (Karsch, 1880)
- Vesubia jugorum (Simon, 1881)
- Vesubia vivax (Thorell, 1875)